# Andrespol
Andrespol è un comune rurale polacco del distretto di Łódź Est, nel voivodato di Łódź.
Ricopre una superficie di 23,77 km² e nel 2004 contava 11 477 abitanti.